# Dave Manson
Pour les articles homonymes, voir Manson.
Dave Manson (né le 27 janvier 1967 à Prince Albert, dans la province de la Saskatchewan au Canada) est un joueur professionnel de hockey sur glace ayant évolué à la position de défenseur.

## Carrière
Réclamé au premier tour par les Black Hawks de Chicago lors du repêchage de 1985 de la Ligue nationale de hockey alors qu'il vient de remporter la Coupe Memorial avec les Raiders de Prince Albert de la Ligue de hockey de l'Ouest, Dave Manson poursuit avec ces derniers pour une saison supplémentaire avant de devenir joueur professionnel en 1986.
Il rejoint dès lors les Blackhawks et s'impose rapidement en tant que pugiliste de premier plan dans la ligue. Ses 352 minutes de punition lors de la saison 1988-1989 lui valent de la part de ses coéquipiers le surnom de « Charlie » en référence au meurtrier en série Charles Manson.
Passant aux mains des Oilers d'Edmonton à l'été 1991, il reste avec ceux-ci durant trois saisons, recevant une invitation pour représenter le Canada à l’occasion du championnat du monde de 1993 où le Canada termine au quatrième rang.
Échangé aux Jets de Winnipeg au cours de la saison 1992-1993, il suit ses derniers lors que l'équipe est transféré en Arizona et devient les Coyotes de Phoenix. Il ne dispute que 66 rencontres cependant avec les Coyotes avant d'être échangé à nouveau, cette fois aux Canadiens de Montréal pour qui il évolue durant trois saisons.
Après un retour avec les Blackhawks au cours de la saison 1998-1999, il ne dispute que 37 parties avec eux la saison suivante avant d'être échangé aux Stars de Dallas. Devenant agent libre l'été venu, il signe un contrat contrat de deux saisons avec les Maple Leafs de Toronto. Au cours de la deuxième année de ce contrat, il revient avec les Stars après n'avoir disputé que treize parties à Toronto. Après cette saison complétée sous le soleil du Texas, Manson décide de se retirer de la compétition.
À la suite de l'annonce de son retrait en tant que joueur, il accepte un poste d'entraîneur-adjoint avec son ancienne équipe junior, les Raiders de Prince Albert, avec qui il reste en poste durant six saisons, soit de 2002 à 2008.

## Biographie
Il est le père du joueur de hockey professionnel, Josh Manson.

## Statistiques

### Statistiques en club
| Saison     | Équipe                   | Ligue          |       | Saison régulière | Saison régulière | Saison régulière | Saison régulière | Saison régulière |   | Séries éliminatoires | Séries éliminatoires | Séries éliminatoires | Séries éliminatoires | Séries éliminatoires |
| Saison     | Équipe                   | Ligue          | PJ    | B                | A                | Pts              | Pun              | PJ               | B | A                    | Pts                  | Pun                  |                      |                      |
| 1982-1983  | Raiders de Prince Albert | LHOu           | 6     | 0                | 1                | 1                | 9                |                  |   |                      |                      |                      |                      |                      |
| 1983-1984  | Raiders de Prince Albert | LHOu           | 70    | 2                | 7                | 9                | 233              | 5                | 0 | 0                    | 0                    | 4                    |                      |                      |
| 1984-1985  | Raiders de Prince Albert | LHOu           | 72    | 8                | 30               | 38               | 247              | 13               | 1 | 0                    | 1                    | 34                   |                      |                      |
| 1985       | Raiders de Prince Albert | Coupe Memorial |       |                  |                  |                  |                  | 5                | 0 | 1                    | 1                    | 10                   |                      |                      |
| 1985-1986  | Raiders de Prince Albert | LHOu           | 70    | 14               | 34               | 48               | 177              | 20               | 1 | 8                    | 9                    | 63                   |                      |                      |
| 1986-1987  | Blackhawks de Chicago    | LNH            | 63    | 1                | 8                | 9                | 146              | 3                | 0 | 0                    | 0                    | 10                   |                      |                      |
| 1987-1988  | Blackhawks de Chicago    | LNH            | 54    | 1                | 6                | 7                | 185              | 5                | 0 | 0                    | 0                    | 27                   |                      |                      |
| 1987-1988  | Hawks de Saginaw         | LIH            | 6     | 0                | 3                | 3                | 37               |                  |   |                      |                      |                      |                      |                      |
| 1988-1989  | Blackhawks de Chicago    | LNH            | 79    | 18               | 36               | 54               | 352              | 16               | 0 | 8                    | 8                    | 84                   |                      |                      |
| 1989-1990  | Blackhawks de Chicago    | LNH            | 59    | 5                | 23               | 28               | 301              | 20               | 2 | 4                    | 6                    | 46                   |                      |                      |
| 1990-1991  | Blackhawks de Chicago    | LNH            | 75    | 14               | 15               | 29               | 191              | 6                | 0 | 1                    | 1                    | 36                   |                      |                      |
| 1991-1992  | Oilers d'Edmonton        | LNH            | 79    | 15               | 32               | 47               | 220              | 16               | 3 | 9                    | 12                   | 44                   |                      |                      |
| 1992-1993  | Oilers d'Edmonton        | LNH            | 83    | 15               | 30               | 45               | 210              |                  |   |                      |                      |                      |                      |                      |
| 1993-1994  | Oilers d'Edmonton        | LNH            | 57    | 3                | 13               | 16               | 140              |                  |   |                      |                      |                      |                      |                      |
| 1993-1994  | Jets de Winnipeg         | LNH            | 13    | 1                | 4                | 5                | 51               |                  |   |                      |                      |                      |                      |                      |
| 1994-1995  | Jets de Winnipeg         | LNH            | 44    | 3                | 15               | 18               | 139              |                  |   |                      |                      |                      |                      |                      |
| 1995-1996  | Jets de Winnipeg         | LNH            | 82    | 7                | 23               | 30               | 205              | 6                | 2 | 1                    | 3                    | 30                   |                      |                      |
| 1996-1997  | Coyotes de Phoenix       | LNH            | 66    | 3                | 17               | 20               | 164              |                  |   |                      |                      |                      |                      |                      |
| 1996-1997  | Canadiens de Montréal    | LNH            | 9     | 1                | 1                | 2                | 23               | 5                | 0 | 0                    | 0                    | 17                   |                      |                      |
| 1997-1998  | Canadiens de Montréal    | LNH            | 81    | 4                | 30               | 34               | 122              | 10               | 0 | 1                    | 1                    | 14                   |                      |                      |
| 1998-1999  | Canadiens de Montréal    | LNH            | 11    | 0                | 2                | 2                | 48               |                  |   |                      |                      |                      |                      |                      |
| 1998-1999  | Blackhawks de Chicago    | LNH            | 64    | 6                | 15               | 21               | 107              |                  |   |                      |                      |                      |                      |                      |
| 1999-2000  | Blackhawks de Chicago    | LNH            | 37    | 0                | 7                | 7                | 40               |                  |   |                      |                      |                      |                      |                      |
| 1999-2000  | Stars de Dallas          | LNH            | 26    | 1                | 2                | 3                | 22               | 23               | 0 | 0                    | 0                    | 33                   |                      |                      |
| 2000-2001  | Maple Leafs de Toronto   | LNH            | 74    | 4                | 7                | 11               | 93               | 2                | 0 | 0                    | 0                    | 2                    |                      |                      |
| 2001-2002  | Maple Leafs de Toronto   | LNH            | 13    | 0                | 1                | 1                | 10               |                  |   |                      |                      |                      |                      |                      |
| 2001-2002  | Stars de Dallas          | LNH            | 34    | 0                | 1                | 1                | 23               |                  |   |                      |                      |                      |                      |                      |
| 2001-2002  | Grizzlies de l'Utah      | LAH            | 2     | 0                | 0                | 0                | 2                |                  |   |                      |                      |                      |                      |                      |
| Totaux LNH | Totaux LNH               | Totaux LNH     | 1 103 | 102              | 288              | 390              | 2 792            | 112              | 7 | 24                   | 31                   | 343                  |                      |                      |

### Statistiques en équipe nationale
| Année | Équipe | Compétition          |   | PJ | B | A  | Pts | Pun      |  | Résultat |
| 1993  | Canada | Championnat du monde | 8 | 3  | 7 | 10 | 22  | 4e place |  |          |

## Honneurs et trophées
- Ligue de hockey de l'Ouest
  - Nommé dans la première équipe d'étoiles de l'est en 1986.
  - Vainqueur de la Coupe Memorial avec les Raiders de Prince Albert en 1985.
- Championnat du monde
  - Nommé dans l'équipe d'étoiles du tournoi de 1993.
- Ligue nationale de hockey
  - Invité au Match des étoiles de la LNH en 1989 et 1993.

## Transaction en carrière
- Repêchage 1985 : repêché par les Black Hawks de Chicago (1er choix de l'équipe, 11e au total).
- 2 octobre 1991 : échangé par les Blackhawks avec leur choix de troisième ronde au repêchage de 1992 (les Oilers sélectionnent avec ce choix Kirk Maltby) aux Oilers d'Edmonton en retour de Steve Smith.
- 15 mars 1994 : échangé par les Oilers avec le choix de sixième ronde des Blues de Saint-Louis au repêchage de 1994 (choix acquis précédemment, les Jets sélectionnent avec ce choix Chris Kibermanis) aux Jets de Winnipeg en retour de Boris Mironov, Mats Lindgren, le choix de première ronde des Jets au repêchage de 1994 (les Oilers sélectionnent avec ce choix Jason Bonsignore) ainsi que le choix de quatrième ronde des Panthers de la Floride au repêchage de 1994 (acquis précédemment, Edmonton choisissent avec ce choix Adam Copeland).
- 1er juillet 1996 : droit transféré lorsque les Jets deviennent les Coyotes de Phoenix.
- 18 mars 1997 : échangé par les Coyotes aux Canadiens de Montréal en retour de Murray Baron et Chris Murray.
- 16 novembre 1998 : échangé par les Canadiens avec Jocelyn Thibault et Brad Brown aux Blackhawks de Chicago en retour de Jeff Hackett, Eric Weinrich Alain Nasreddine et le choix de quatrième ronde du Lightning de Tampa Bay au repêchage de 1999 (choix acquis précédemment, les Canadiens sélectionnent avec ce choix Chris Dyment).
- 8 février 2000 : échangé par les Blackhawks avec Sylvain Côté aux Stars de Dallas en retour de Kevin Dean, Derek Plante et le choix de deuxième ronde des Stars au repêchage de 2001 (Chicago sélectionnent avec ce choix Matt Keith).
- 16 août 2000 : signe à titre d'agent libre avec les Maple Leafs de Toronto.
- 21 novembre 2001 : échangé par les Maple Leafs aux Stars de Dallas en retour de Jyrki Lumme.
- 30 septembre 2002 : annonce son retrait de la compétition